# Igor Mota
Igor Mota (Rio de Janeiro, 1986) è un giocatore di football americano e allenatore di football americano brasiliano, che gioca come defensive back per i Cuiabá Arsenal.

## Palmarès
- Sulamericano (2023)
- 2 Brazil Bowl (Cuiabá Arsenal, 2010, 2012)
- 3 Pantanal Bowl (Cuiabá Arsenal, 2007, 2009, 2014)
- 1 Torneio da Capital (Cuiabá Arsenal, 2008)
- 1 Sorocaba Bowl (Cuiabá Arsenal, 2008)